# Монголія на літніх Олімпійських іграх 2016
Монголію на літніх Олімпійських іграх 2016 представляли 43 спортсмени в 9 видах спорту. Вони вибороли одну срібну й одну бронзову медаль.

## Медалісти
| Медалі | Спортсмени                | Вид спорту | Дисципліна         | Дата      |
| ------ | ------------------------- | ---------- | ------------------ | --------- |
| Срібло | Доржсуренгійн Сум'яа      | Дзюдо      | жінки, до 57 кг    | 8 серпня  |
| Бронза | Доржнямбуугийн Отгондалай | Бокс       | чоловіки, до 60 кг | 14 серпня |

## Стрільба з лука
Один монгольський лучник кваліфікувався на індивідуальні змагання з класичного лука, здобувши одну путівку з трьох, доступних на Чемпіонаті Азії зі стрільби з лука 2015, що пройшов у Бангкоку (Таїланд).
| Спортсмен          | Дисципліна                        | Відбірковий раунд | Відбірковий раунд | Раунд 1/64                   | Раунд 1/32         | Раунд 1/16         | Чвертьфінали       | Півфінали          | Фінал / БМ         | Фінал / БМ      |
| Спортсмен          | Дисципліна                        | Результат         | Місце             | Суперник Результат           | Суперник Результат | Суперник Результат | Суперник Результат | Суперник Результат | Суперник Результат | Місце           |
| ------------------ | --------------------------------- | ----------------- | ----------------- | ---------------------------- | ------------------ | ------------------ | ------------------ | ------------------ | ------------------ | --------------- |
| Жанцангійн Гантогс | індивідуальна першість (чоловіки) | 664               | 24                | Віттхая Тхамвонг (THA) L 3–7 | Завершив виступ    | Завершив виступ    | Завершив виступ    | Завершив виступ    | Завершив виступ    | Завершив виступ |

## Легка атлетика
Монгольські легкоатлети кваліфікувалися у наведених нижче дисциплінах (не більш як по 3 спортсмени в кожній дисципліні):
Легенда
- Примітка – для трекових дисциплін місце вказане лише для забігу, в якому взяв участь спортсмен
- Q = пройшов у наступне коло напряму
- q = пройшов у наступне коло за добором (для трекових дисциплін - найшвидші часи серед тих, хто не пройшов напряму; для технічних дисциплін - увійшов до визначеної кількості фіналістів за місцем якщо напряму пройшло менше спортсменів, ніж визначена кількість)
- NR = Національний рекорд
- N/A = Коло відсутнє у цій дисципліні
- Bye = спортсменові не потрібно змагатися у цьому колі

Трекові і шосейні дисципліни
| Спортсмен                | Дисципліна         | Фінал     | Фінал |
| Спортсмен                | Дисципліна         | Результат | Місце |
| ------------------------ | ------------------ | --------- | ----- |
| Бат-Очірин Сер-Од        | марафон (чоловіки) | 2:24:26   | 92    |
| Гантулга Дамбадарджаа    | марафон (чоловіки) | 2:27:42   | 107   |
| Бямбаджав Цевеенравдан   | марафон (чоловіки) | 2:36:14   | 130   |
| Мункзая Баярцогт         | марафон (жінки)    | 2:43:55   | 72    |
| Отгонбаяр Лувсанлкхундег | марафон (жінки)    | 2:45:55   | 85    |

## Бокс
Монголія делегувала на Олімпійські ігри шістьох боксерів. Ганхуягийн Ган-Ердене, Баатарсухийн Чинзоріг, учасник Олімпіади 2012 Біямбин Тувшинбат, а також чемпіон Азійських ігор Доржнямбуугийн Отгондалай здобули свої олімпійські путівки на Азійському і океанському олімпійському кваліфікаційному турнірі 2016, що пройшов у Цяньані (Китай).
Харгуугийн Енх-Амар і Ерденебатин Цендбаатар здобули додаткові місця для олімпійської команди Монголії на Світовому олімпійському кваліфікаційному турнірі 2016, що пройшов у Баку (Азербайджан).
Чоловіки
| Спортсмен                 | Категорія                                                    | Раунд 1/32                      | Раунд 1/16                   | Чвертьфінали                | Півфінали               | Фінал              | Фінал           |
| Спортсмен                 | Категорія                                                    | Суперник Результат              | Суперник Результат           | Суперник Результат          | Суперник Результат      | Суперник Результат | Місце           |
| ------------------------- | ------------------------------------------------------------ | ------------------------------- | ---------------------------- | --------------------------- | ----------------------- | ------------------ | --------------- |
| Ганхуягийн Ган-Ердене     | до 49 кг                                                     | Bye                             | Карлос Кіпо (ECU) L 0–3      | Завершив виступ             | Завершив виступ         | Завершив виступ    | Завершив виступ |
| Харгуугийн Енх-Амар       | до 52 кг                                                     | Еліас Еміхдіо (MEX) L 0–3       | Завершив виступ              | Завершив виступ             | Завершив виступ         | Завершив виступ    | Завершив виступ |
| Ерденебатин Цендбаатар    | до 56 кг                                                     | Бенсон Н'янгіру (KEN) W 3–0     | Дмитро Асанов (BLR) W 3–1    | Шакур Стівенсон (USA) L 0–3 | Завершив виступ         | Завершив виступ    | Завершив виступ |
| Доржнямбуугийн Отгондалай | до 60 кг                                                     | Bye                             | Енріко Лакрус (NED) W 2–1    | Реда Бенбазіз (ALG) W 3–0   | Софьян Уміа (FRA) L 0–3 | Завершив виступ    | 3               |
| Баатарсухийн Чинзоріг     | до 64 кг                                                     | Туласі Тарумалінгам (QAT) W 3–0 | Віталій Дунайцев (RUS) L 0–3 | Завершив виступ             | Завершив виступ         | Завершив виступ    | Завершив виступ |
| Біямбин Тувшинбат         | Бокс на літніх Олімпійських іграх 2016 — до 69 кг (чоловіки) | Альберто Пальметта (ARG) W 3–0  | Стівен Доннеллі (IRL) L 1–2  | Завершив виступ             | Завершив виступ         | Завершив виступ    | Завершив виступ |

## Дзюдо
Монголія делегувала на Олімпійські ігри загалом 13 дзюдоїстів. 12 з них (7 чоловіків і 5 жінок), зокрема дворазовий олімпійський медаліст Найдангийн Түвшинбаяр, належали до провідних 22-х для чоловіків і 14-ти для жінок, які могли потрапити напряму за рейтинг-листом IJF станом на 30 травня 2016, тоді як учасник Олімпіади 2012 Пуревжаргалин Лхамдегд у категорії до 78 кваліфікувався за континентальною квотою від Азійського регіону, як монгольський дзюдоїст з найвищим рейтингом поза межами прямого потрапляння через світовий рейтинг-лист.
Чоловіки
| Спортсмен                   | Категорія  | Раунд 1/64                 | Раунд 1/32                        | Раунд 1/16                         | Чвертьфінали                        | Півфінали          | Втішний поєдинок                  | Фінал / БМ                   | Фінал / БМ      |
| Спортсмен                   | Категорія  | Суперник Результат         | Суперник Результат                | Суперник Результат                 | Суперник Результат                  | Суперник Результат | Суперник Результат                | Суперник Результат           | Місце           |
| --------------------------- | ---------- | -------------------------- | --------------------------------- | ---------------------------------- | ----------------------------------- | ------------------ | --------------------------------- | ---------------------------- | --------------- |
| Цогтбаатарин Ценд-Очір      | до 60 кг   | Хосе Рамос (GUA) W 100–000 | Юхо Рейнвалл (FIN) W 011–000      | Кім Вон Чін (KOR) L 001–010        | Завершив виступ                     | Завершив виступ    | Завершив виступ                   | Завершив виступ              | Завершив виступ |
| Давадоржійн Тумурхулег      | до 66 кг   | Bye                        | Сулейман Хамад (KSA) W 100–000    | Худ Зурдані (ALG) W 101–000        | Фабіо Базіле (ITA) L 000–100        | Завершив виступ    | Антуан Бушар (CAN) L 000–010      | Завершив виступ              | 7               |
| Ганбаатарин Одбаяр          | до 73 кг   | Bye                        | Мохамед Мохіелдін (EGY) W 100–001 | Ніколас Дельпополо (USA) L 000–010 | Завершив виступ                     | Завершив виступ    | Завершив виступ                   | Завершив виступ              | Завершив виступ |
| Уганбатар Отгонбатар        | до 81 кг   | Bye                        | Мохамед Абделааль (EGY) L 000–101 | Завершив виступ                    | Завершив виступ                     | Завершив виступ    | Завершив виступ                   | Завершив виступ              | Завершив виступ |
| Отгонбаатар Лхагвасуренгійн | до 90 кг   | Bye                        | Ноель вант Енд (NED) W 100–000    | Аслей Гонсалес (CUB) W 100–000     | Варлам Ліпартеліані (GEO) L 100–000 | Завершив виступ    | Маммадалі Мехдієв (AZE) W 001–000 | Чен Сюньчжао (CHN) L 000–001 | 5               |
| Найдангийн Түвшинбаяр       | до 100 кг  | Bye                        | Хосе Арментерос (CUB) L 000–001   | Завершив виступ                    | Завершив виступ                     | Завершив виступ    | Завершив виступ                   | Завершив виступ              | Завершив виступ |
| Баттулгин Темуулен          | +до 100 кг | Н/Д                        | Мохаммед Таєб (ALG) L 000–010     | Завершив виступ                    | Завершив виступ                     | Завершив виступ    | Завершив виступ                   | Завершив виступ              | Завершив виступ |

Жінки
| Спортсменка              | Категорія | Раунд 1/32                         | Раунд 1/16                       | Чвертьфінали                     | Півфінали                      | Втішний поєдинок             | Фінал / БМ                    | Фінал / БМ       |                  |
| Спортсменка              | Категорія | Суперниця Результат                | Суперниця Результат              | Суперниця Результат              | Суперниця Результат            | Суперниця Результат          | Суперниця Результат           | Місце            |                  |
| ------------------------ | --------- | ---------------------------------- | -------------------------------- | -------------------------------- | ------------------------------ | ---------------------------- | ----------------------------- | ---------------- | ---------------- |
| Мунхбатин Уранцецег      | до 48 кг  | Bye                                | Летісія Пайєт (FRA) W 100–000    | Чон Бо Кьон (KOR) L 000–101      | Завершила виступ               | Сара Менезеш (BRA) W 100–000 | Амі Кондо (JPN) L 000–000 S   | 5                |                  |
| Адьяасамбуугійн Цолмон   | до 52 кг  | Анджеліка Дельгадо (USA) W 010–003 | Місато Накамура (JPN) L 000–100  | Завершила виступ                 | Завершила виступ               | Завершила виступ             | Завершила виступ              | Завершила виступ |                  |
| Доржсуренгійн Сум'яа     | до 57 кг  | Bye                                | Санне Верхаген (NED) W 000–000 S | Телма Монтейру (POR) W 000–000 S | Каорі Мацумото (JPN) W 010–000 | Bye                          | Рафаела Сілва (BRA) L 000–010 | 2                |                  |
| Цедевсуренгійн Монхзаяа  | до 63 кг  | Різлен Зуак (MAR) W 101–000        | Ян Цзюнься (CHN) L 001–100       | Завершила виступ                 | Завершила виступ               | Завершила виступ             | Завершила виступ              | Завершила виступ |                  |
| Ценд-Аюушійн Наранжаргал | до 70 кг  | Естер Стам (GEO) L 000–011         | Завершила виступ                 | Завершила виступ                 | Завершила виступ               | Завершила виступ             | Завершила виступ              | Завершила виступ | Завершила виступ |
| Пуревжаргалин Лхамдегд   | до 78 кг  | Абігель Йоо (HUN) L 000–111        | Завершила виступ                 | Завершила виступ                 | Завершила виступ               | Завершила виступ             | Завершила виступ              | Завершила виступ |                  |

## Стрільба
Монгольські стрільчині кваліфікувалися на змагання в наведених нижче дисциплінах, завдяки своїм найкращим результатам у серії Кубка світу 2015 і Чемпіонаті Азії, оскільки вони виконали мінімальний кваліфікаційний норматив (MQS) до 31 березня 2016 року.
| Спортсменка         | Дисципліна                                    | Кваліфікація | Кваліфікація | Півфінал         | Півфінал         | Фінал            | Фінал            |
| Спортсменка         | Дисципліна                                    | Очки         | Місце        | Очки             | Місце            | Очки             | Місце            |
| ------------------- | --------------------------------------------- | ------------ | ------------ | ---------------- | ---------------- | ---------------- | ---------------- |
| Нандінзая Ганхуяр   | пневматична гвинтівка, 10 метрів (жінки)      | 414.8        | 14           | Н/Д              | Н/Д              | Завершила виступ | Завершила виступ |
| Нандінзая Ганхуяр   | гвинтівка з трьох положень, 50 метрів (жінки) | 582          | 9            | Н/Д              | Н/Д              | Завершила виступ | Завершила виступ |
| Отрядин Гундегмаа   | пневматичний пістолет, 10 метрів (жінки)      | 379          | 20           | Н/Д              | Н/Д              | Завершила виступ | Завершила виступ |
| Отрядин Гундегмаа   | пістолет, 25 метрів (жінки)                   | 579          | 12           | Завершила виступ | Завершила виступ | Завершила виступ | Завершила виступ |
| Цоґбадрахин Монхзул | пневматичний пістолет, 10 метрів (жінки)      | 378          | 32           | Н/Д              | Н/Д              | Завершила виступ | Завершила виступ |
| Цоґбадрахин Монхзул | пістолет, 25 метрів (жінки)                   | 580          | 11           | Завершила виступ | Завершила виступ | Завершила виступ | Завершила виступ |

Пояснення до кваліфікації: Q = Пройшов у наступне коло; q = Кваліфікувався щоб змагатись у поєдинку за бронзову медаль

## Плавання
Монголія отримала універсальні місця від FINA на участь в Олімпійських іграх двох плавців (по одному кожної статі).
| Спортсмен        | Дисципліна                          | Попередній заплив | Попередній заплив | Півфінал         | Півфінал         | Фінал            | Фінал            |
| Спортсмен        | Дисципліна                          | Час               | Місце             | Час              | Місце            | Час              | Місце            |
| ---------------- | ----------------------------------- | ----------------- | ----------------- | ---------------- | ---------------- | ---------------- | ---------------- |
| Бацайхан Дулгуун | 50 метрів вільним стилем (чоловіки) | 24.90             | 60                | Завершив виступ  | Завершив виступ  | Завершив виступ  | Завершив виступ  |
| Єсуй Баяр        | 50 метрів вільним стилем (жінки)    | 28.40             | 60                | Завершила виступ | Завершила виступ | Завершила виступ | Завершила виступ |

## Тхеквондо
Монголія делегувала на Олімпійські ігри одного тхеквондиста, вперше за свою історію. Темуужін Пуревджавин кваліфікувався в легкій ваговій категорії (до 68 кг), посівши одне з перших двох місць на Азійському кваліфікаційному турнірі 2016.
| Спортсмен            | Категорія           | Раунд 1/16                    | Чвертьфінали               | Півфінали          | Втішний поєдинок   | Фінал / БМ         | Фінал / БМ      |
| Спортсмен            | Категорія           | Суперник Результат            | Суперник Результат         | Суперник Результат | Суперник Результат | Суперник Результат | Місце           |
| -------------------- | ------------------- | ----------------------------- | -------------------------- | ------------------ | ------------------ | ------------------ | --------------- |
| Темуужін Пуревджавин | до 68 кг (чоловіки) | Сауль Гутьєррес (MEX) W 12–11 | Хоель Гонсалес (ESP) L 4–7 | Завершив виступ    | Завершив виступ    | Завершив виступ    | Завершив виступ |

## Важка атлетика
Монголія делегувала на Олімпійські ігри одну важкоатлетку, завдяки потраплянню збірної до першої шістки на Чемпіонаті Азії 2016.
Крім того, IWF надала Монголії невикористану квоту, яка звільнилась внаслідок повної заборони важкоатлетам Росії брати участь у Олімпіаді через "численні допінгові скандали".
| Спортсмен             | Категорія           | Ривок     | Ривок | Поштовх   | Поштовх | Загальна сума | Місце |
| Спортсмен             | Категорія           | Результат | Місце | Результат | Місце   | Загальна сума | Місце |
| --------------------- | ------------------- | --------- | ----- | --------- | ------- | ------------- | ----- |
| Чагнадорж Усухбаяр    | до 56 кг (чоловіки) | 103       | DNF   | —         | —       | —             | DNF   |
| Анхсетсег Мунхджатсан | до 69 кг (жінки)    | 106       | 7     | 131       | 8       | 237           | 8     |

## Боротьба
Монголія надіслала на Олімпійські ігри загалом 9 борців. 5 борців кваліфікувалися, посівши одне з перших шести місць у своїх вагових категоріях на Чемпіонаті світу 2015, тоді як інші чотири путівки дісталися спортсменам, які вийшли в один із двох фіналів у своїх вагових категоріях на Азійському кваліфікаційному турнірі 2016.
Ще один борець, у категорії до 97& кг вільної боротьби, кваліфікувався, вийшовши у фінал Світового олімпійського кваліфікаційного турніру 2 2016, що пройшов у Стамбулі.
11 травня 2016 Світова об'єднана боротьба вирішила позбавити ліцензії монгольську борчиню в категорії до 53 кг, через допінгові порушення на Азійському кваліфікаційному турнірі, але повернула ліцензію через два місяці, згідно з нещодавнім мельдонієвим керівництвом, яке опублікували МОК і WADA.
Key:
- VT – Перемога на туше.
- PP – Перемога за очками – з технічними очками в того, хто програв.
- PO – Перемога за очками – без технічних очок в того, хто програв.
- ST – Перемога за явної переваги – різниця в очках становить принаймні 8 (греко-римська боротьба) або 10 (вільна боротьба) очок, без технічних очок у того, хто програв.

Чоловіки
Вільна боротьба
| Спортсмен               | Категорія | Кваліфікація                 | Раунд 1/16                     | Чвертьфінал                   | Півфінал           | Втішний поєдинок 1 | Втішний поєдинок 2            | Фінал / БМ                      | Фінал / БМ |
| Спортсмен               | Категорія | Суперник Результат           | Суперник Результат             | Суперник Результат            | Суперник Результат | Суперник Результат | Суперник Результат            | Суперник Результат              | Місце      |
| ----------------------- | --------- | ---------------------------- | ------------------------------ | ----------------------------- | ------------------ | ------------------ | ----------------------------- | ------------------------------- | ---------- |
| Ерденебатин Бехбаяр     | до 57 кг  | Адама Діатта (SEN) L 1–3 PP  | Завершив виступ                | Завершив виступ               | Завершив виступ    | Завершив виступ    | Завершив виступ               | Завершив виступ                 | 14         |
| Ганзорігіїн Мандахнаран | до 65 кг  | Йогешвар Дутт (IND) W 3–0 PO | Єрланбіке Катаї (CHN) W 3–0 PO | Сослан Рамонов (RUS) L 0–3 PO | Завершив виступ    | Bye                | Хайслан Гарсія (CAN) W 3–0 PO | Іхтійор Наврузов (UZB) L 1–3 PP | 5          |
| Пуревжавин Онорбат      | до 74 кг  | Bye                          | Сонер Демірташ (TUR) L 1–3 PP  | Завершив виступ               | Завершив виступ    | Завершив виступ    | Завершив виступ               | Завершив виступ                 | 15         |
| Оргодол Уйтумен         | до 86 кг  | Михаїл Ганєв (BUL) L 0–5 VT  | Завершив виступ                | Завершив виступ               | Завершив виступ    | Завершив виступ    | Завершив виступ               | Завершив виступ                 | 15         |
| Дорйкхандин Кхудербулга | до 97 кг  | Bye                          | Магомед Мусаєв (KGZ) L 0–3 PO  | Завершив виступ               | Завершив виступ    | Завершив виступ    | Завершив виступ               | Завершив виступ                 | 16         |
| Жаргалсайхани Чулуунбат | до 125 кг | Bye                          | Таха Акгюль (TUR) L 0–4 ST     | Завершив виступ               | Завершив виступ    | Bye                | Ібрагім Сайдау (BLR) L 1–3 PP | Завершив виступ                 | 16         |

Жінки
Вільна боротьба
| Спортсменка             | Категорія | Кваліфікація                 | Раунд 1/16                        | Чвертьфінал                      | Півфінал            | Втішний поєдинок 1         | Втішний поєдинок 2               | Фінал / БМ          | Фінал / БМ |
| Спортсменка             | Категорія | Суперниця Результат          | Суперниця Результат               | Суперниця Результат              | Суперниця Результат | Суперниця Результат        | Суперниця Результат              | Суперниця Результат | Місце      |
| ----------------------- | --------- | ---------------------------- | --------------------------------- | -------------------------------- | ------------------- | -------------------------- | -------------------------------- | ------------------- | ---------- |
| Сумія Ерденечімег       | до 53 кг  | Bye                          | Катажина Кравчик (POL) L 1–3 PP   | Завершила виступ                 | Завершила виступ    | Завершила виступ           | Завершила виступ                 | Завершила виступ    | 12         |
| Пуревдорджін Орхон      | до 58 кг  | Мімі Хрістова (BUL) W 3–1 PP | Валерія Коблова (RUS) L 0–4 ST    | Завершила виступ                 | Завершила виступ    | Луїза Німеш (GER) W 5–0 VT | Сакші Малік (IND) L 1–3 PP       | Завершила виступ    | 7          |
| Соронзонболдин Батцецег | до 63 кг  | Bye                          | Блессінг Оборудуду (NGR) W 3–1 PP | Олена Пирожкова (USA) L 1–3 PP   | Завершила виступ    | Завершила виступ           | Завершила виступ                 | Завершила виступ    | 12         |
| Очирбатин Насанбурмаа   | до 69 кг  | Bye                          | Чень Вень Лін (TPE) W 5–0 VT      | Наталія Воробйова (RUS) L 0–5 VT | Завершила виступ    | Bye                        | Ельміра Сиздикова (KAZ) L 1–3 PP | Завершила виступ    | 8          |